# Hammermühle (Moosbach)
Hammermühle ist ein Gemeindeteil des Marktes Moosbach im Oberpfälzer Landkreis Neustadt an der Waldnaab, Bayern.

## Geographische Lage
Die Einöde Hammermühle liegt an der Pfreimd, etwa drei Kilometer nördlich von Moosbach.

## Geschichte
1531 baute Georg Walbrunn den Hammer Premhof, der heute Hammermühle heißt. Walbrunn war Hammermeister zu Pfrentsch. Eine Aufstellung von 1566 zeigt, dass die Ortsbewohner von Premhof durchaus wohlhabend waren (Georg Walbrunn hatte ein Vermögen von 300 Gulden, sein Zerennmeister 100, der Schmiedemeister 64, ein Schmiedknecht 42 und der Kohlmesser 24 Gulden). Von 1566 bis 1605 war Willibald Castner der Eigentümer des Hammers und auf ihn folgten seine Erben. Vermutlich war das Werk aber verödet, denn am 17. April 1609 bat die Witwe des Willibald Castner, Margaretha Castner, Tochter des Hanns Sauerzapf des Jüngeren von Altendresswitz und dessen Frau Agnes Pfinzing, um Kohlholz und Bauholz zum Wiederaufbau der Hammerstätte. 1610 war Christoph Castner der Besitzer und ihm folgte 1623 Georg Willibald Castner nach.
Im Dreißigjährigen Krieg wurde der Hammer durch die Mansfeldischen Truppen zerstört und lag dann öde. In einem Bericht vom 16. Januar 1666 über den Stand des Bergbau- und Hammerwesens in der Oberpfalz wird über Pfremhof überliefert: „Ein  Eisen- oder Schinhammer, ungangbar und seit dem Mansfeld'schen Zug  anno 1621 öd, die Hämmer und Hausgebäu(de) ganz weg. Der Hammer gehörte Georg Willibald Kastners Erben, die sich aber desselben wegen der daraufstehenden Gotteshausschulden nach Moßbach bereits verziehen und selbigen 'heimgelassen'.“ Zu dem Hammer gehörte damals auch eine Mühle mit einem Gang.
1765 kaufte Peter Riedl den Hammer von dem Müller Georg Dobmeier und nahm darin eine Mühle in Betrieb.
1866 erbaute Adam Kapf ein Glasschleif- und Polierwerk. 1905 betrieben die Bayerischen Spiegelglasfabriken, Fürth, darin eine Schleiferei. 1941 erwarb Hans Pöllmann die Schleife und diese wurde abgerissen. Heute (2013) ist dort eine Kaplan-Turbine zur Stromerzeugung eingebaut.
Zum Stichtag 23. März 1913 (Osterfest) wurde Hammermühle als Teil der Pfarrei Moosbach mit zwei Häusern und 28 Einwohnern aufgeführt.
Am 31. Dezember 1990 hatte Hammermühle drei Einwohner und gehörte zur Pfarrei Moosbach.

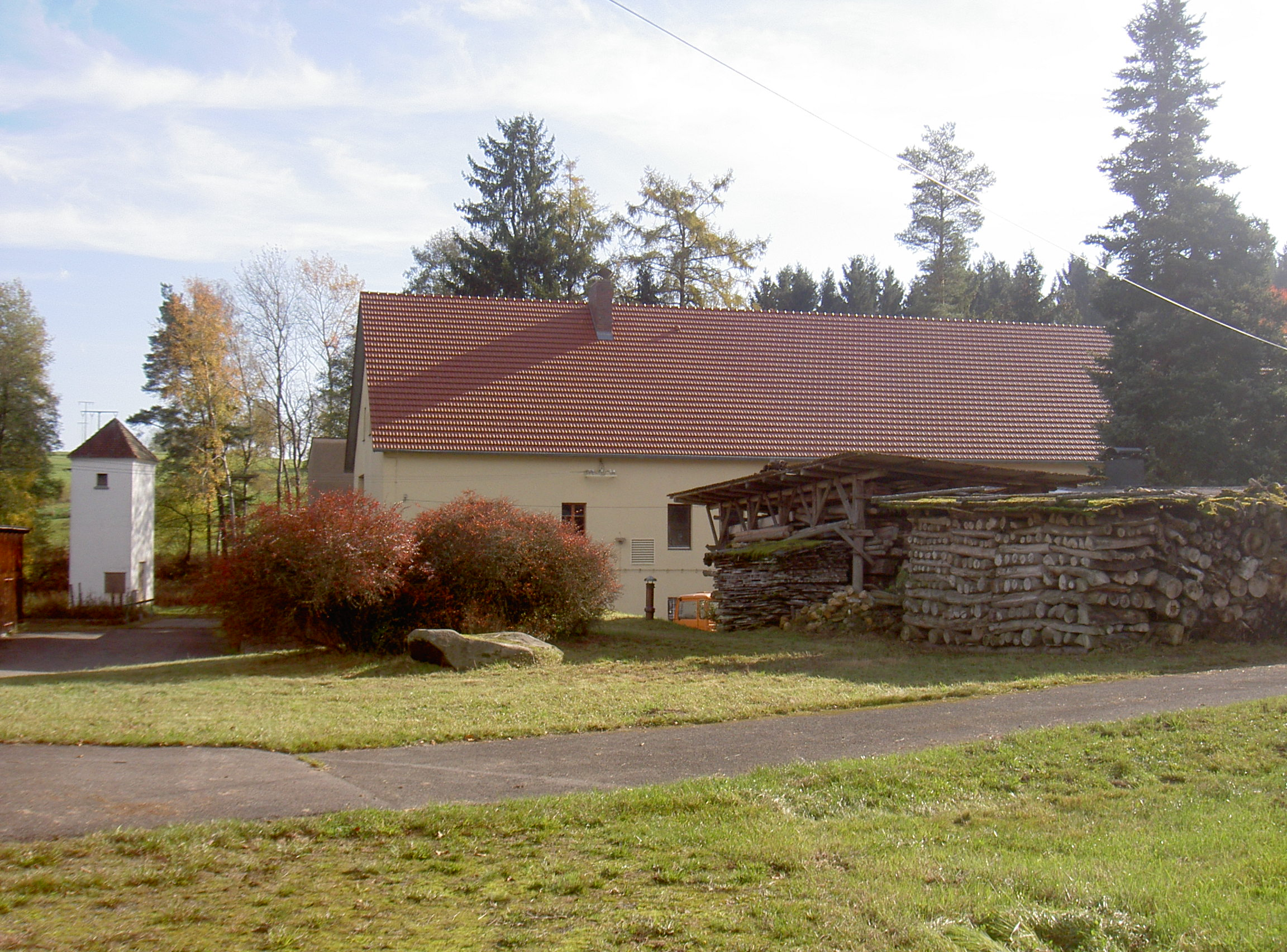
Hammermühle
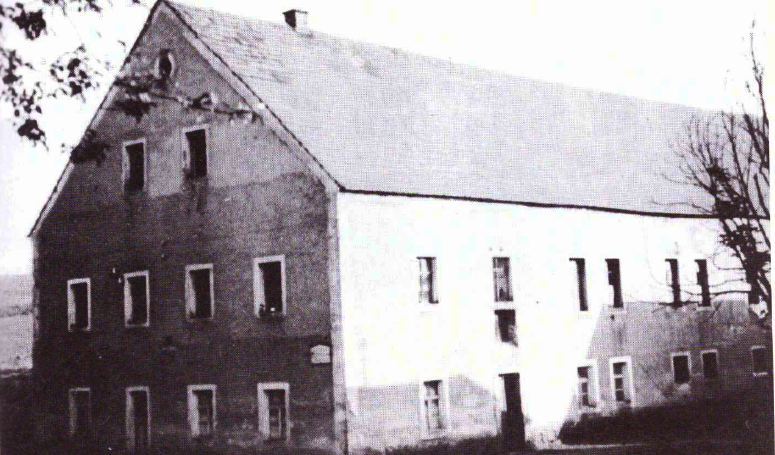
Polierhaus des Glasschleife Hammermühle um 1930
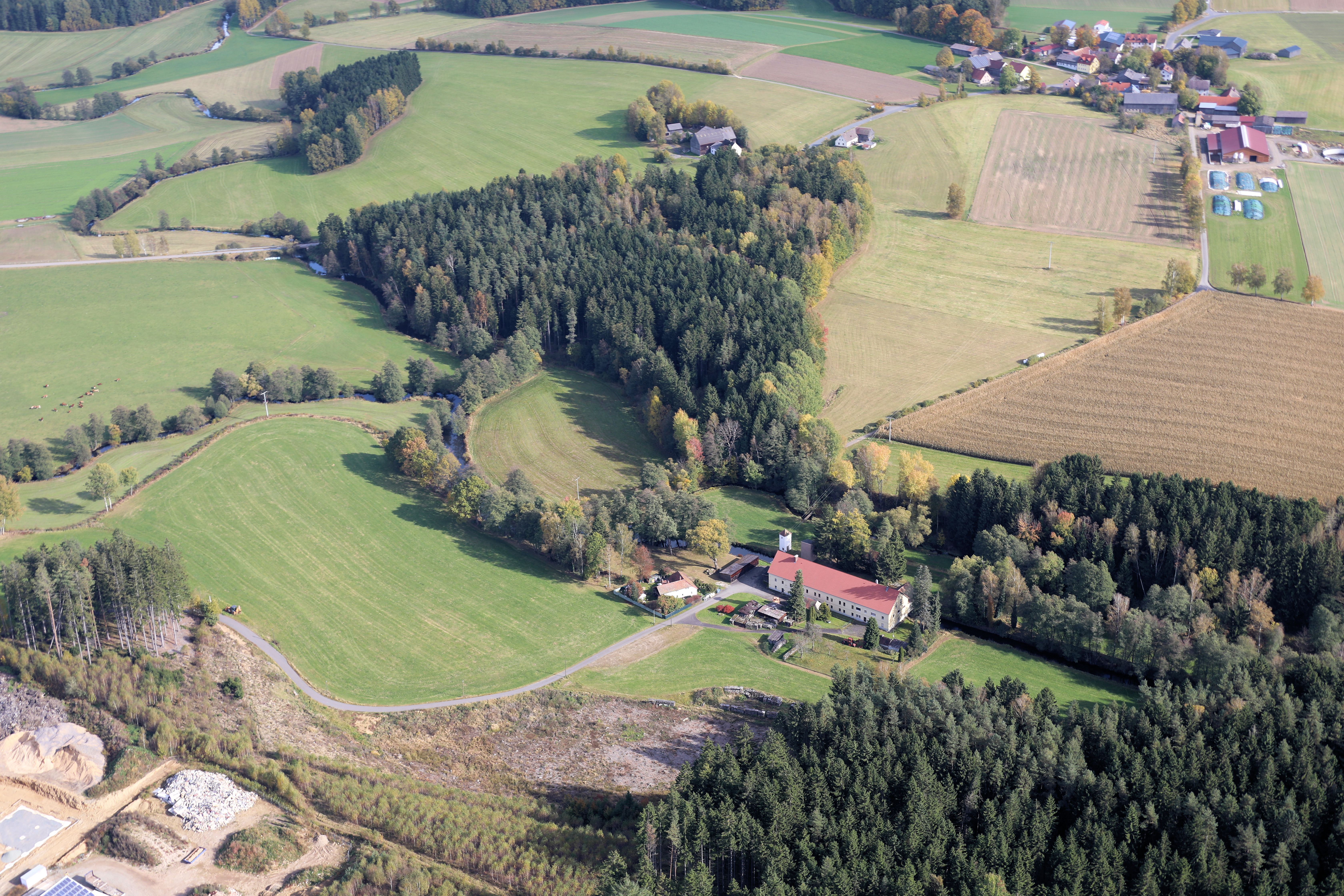
Hammermühle (2021)